# Capilla Flamenca
Capilla Flamenca (ср.-лат. «Фламандская капелла») — бельгийский ансамбль старинной музыки. Ансамбль работал в 1993-2013 и специализировался на франко-фламандской полифонии. Штаб-квартира Capilla Flamena находилась в Лёвене. Руководил ансамблем певец и музыковед Дирк Снеллингс (1959-2014).

## Краткая характеристика
Ядро ансамбля составляли четыре певца — Marnix de Cat (контратенор), Tore Tom Denys (тенор; в 2006 его заменил Jan Caals), Lieven Termont (баритон) и Дирк Снеллингс (бас), который руководил ансамблем, в том числе, занимался подбором репертуара и редакцией вокальных партитур для исполнения — выполнял расшифровку старинной нотации, стремился к аргументированной интерпретации «случайных» знаков альтерации (musica ficta), добивался единого и «аутентичного» распева вокальных текстов в зависимости от времени и места создания пьесы и т.д. По мере необходимости основной состав расширялся за счёт сессионных певцов и инструменталистов, среди которых вокальные ансамбли (камерные хоры) Psallentes, Schola Gregoriana Lovaniensis, Schola Gregoriana Pragensis, ансамбли старинных инструментов Flanders Recorder Quartet, Oltremontano, La Caccia, Piffaro. 
В репертуаре Capilla Flamenca преобладала франко-фламандская вокальная музыка XV—XVI веков — знаменитые Пьер де ла Рю, Жоскен Депре, Хенрик Изак, Якоб Обрехт, Адриан Вилларт, Орландо Лассо, а также более редкие и мало исполняемые авторы — Александр Агрикола, Александр Утендаль, Климент-не-Папа, Johannes Brassart, Johannes Prioris, Lambert de Sayve, Jean de Castro и др. Помимо того, Capilla Flamenca включала в тематические программы музыку периодов Ars nova и Ars subtilior. 
Ансамбль гастролировал по Европе, участвовал в международных фестивалях старинной музыки в Амброне (2006), в Утрехте (2005), в Сенте (2007), выступал в венском Концертхаузе и амстердамском Консертгебау.

## Дискография
- 1993 - Puer nobis. Christmas in the Renaissance // Eufoda 1147
- 1993 - Renaissance. Polyfonie in Brugge. The songbook of Zeghere van Male // Eufoda 1155
- 1995 - Zingen en spelen in Vlaamse steden en begijnhoven. Music in Flemish cities and Beguignages 1400-1500 // Eufoda 1266
- 1996 - Пьер де ла Рю. Missa Alleluia. Music at the Burgundy court // Eufoda 1232
- 1996 - Oh Flanders free. Music of the Flemish Renaissance (Окегем, Жоскен, Сузато, Пьер де ла Рю) // Alamire LUB 03; Naxos 8.554516.
- 1996 - Sei willekomen (+ Flanders Recorder Quartet) // Eufoda 1256
- 1996 - Concentu melodiae // K.U.Leuven 96-01.
- 1998 - Джованни Бассано. Viva l'amore (+ Flanders Recorder Quartet) // Opus 111 30-239.
- 1998 - Margarete - Maximilian I. Musik um 1500 (+ La Caccia, Schola Cantorum Cantate Domino Aalst, Schola Gregoriana Lovaniensis) // ORF Shop CD 265 (2 CD)
- 1999 - The A-La-Mi-Re manuscripts. Flemish polyphonic treasures for Charles V (Жоскен, Пьер де ла Рю, Вилларт) // Naxos 8.554744
- 1999 - Johannes Brassart. In festo Corporis Christi (+ Psallentes, Joris Verden) // Ricercar RIC 204
- 2000 - Jean de Castro. Polyphony in a European perspective (+ More Maiorum, Piffaro, Trigon-Project, Wim Diepenhorst, Bart Demuyt) // Passacaille 931
- 2001 - Resonanzen 2001. Viva España // ORF "Edition Alte Musik" CD 281
- 2001 - The Flemish organ heritage (+ A. van den Kerckhoven) // Naxos 8.555809
- 2001 - Арнольд де Лантен. Missa "Verbum Incarnatum" (+ Psallentes, Oltremontano, Clari Cantuli) // Ricercar RIC 207
- 2002 - Пьер де ла Рю. Missa de septem doloribus (+ Psallentes) // Musique en Wallonie 0207
- 2002 - Musica reservata. Endangered sounds (+ Psallentes) // Alamire Foundation 2002
- 2002 - Себастьян де Виванко. Libro de Motetes (1610) (+ Oltremontano) // LCD 9706
- 2002 - Johannes Prioris. Requiem // Eufoda 1349
- 2003 - Foi. Ars nova, oral traditional music and more // CAPI 2003
- 2003 - Александр Утендаль и Филипп де Монте. Motets (+ Oltremontano) // Passacaille 937
- 2003 - Canticum Canticorum (подборка музыки разных композиторов XV-XVI вв. на тексты Песни Песней) // Eufoda 1359
- 2004 - Zodiac. Ars nova and Ars subtilior in the Low Countries and Europe // Eufoda 1360
- 2004 - Обрехт. Chansons, Songs, Motets (+ Piffaro) // Eufoda 1361
- 2005 - Климент-не-папа (+ La Caccia, Jan van Outryve) // EtCetera 1287
- 2005 - Dulcis melancholia. Biographie musicale de Marguerite d'Autriche // Musique en Wallonie (далее MEW) 525
- 2005 - Пьер де ла Рю. Месса «Ave Maria», Вечерня (+ Psallentes) // MEW 0633
- 2006 - Flemish and Walloon organ treasure, vol. 4 (+ Joris Verdin) // Vision-Air 2006/1
- 2006 - Lumina. Christmas around the 1500s (+ Pueri) // Eufoda 1366
- 2007 - Désir d'aymer. Love lyrics around 1500: from Flanders to Italy // Eufoda 1369
- 2007 - Lambert de Sayve. Sacred music (+ Oltremontano) // KTC 4022
- 2007 - Salve Mater, salve Jesu. Chant and polyphony from Bohemia around 1500 (+ Schola Gregoriana Pragensis, Barbara Maria Willi) // KTC 1346
- 2008 - Bellum et pax. Missa "L'homme armé" / Da pacem (+ Oltremontano) // Eufoda 1372
- 2009 - En un gardin. Les quatre saisons de l'Ars Nova. Manuscrits de Stavelot, Mons, Utrecht, Leiden  // MEW 0852
- 2009 - Орландо Лассо. Bonjour mon coeur // Ricercar RIC 290; Eufoda 1376
- 2010 - Александр Агрикола. Missa "In myne zin" // Ricercar RIC 306
- 2011 - Хенрик Изак. Ich muss dich lassen (+ Oltremontano) // Ricercar RIC 318
- 2011 - Espris d'amours. Miniatures flamandes (Дюфаи, Беншуа, Бюнуа и др.) // MEW 1157
- 2012 - Адриан Вилларт. Vespro della beata vergine // Ricercar RIC 325

### Перевыпуски
- 2011 - Пьер де ла Рю. Portrait musical // MEW 1159 (3 CD)